# 宋朝與吐蕃關係史
宋朝與吐蕃關係史是宋朝时期中原政权与吐蕃交往的歷史。

## 历史
960年，北宋建立。宋朝國勢不如唐朝強盛，而吐蕃此时亦进入分裂时期。故宋朝與遠離漢族地區的衛藏等地藏族各部聯繫交往較少，但與鄰近漢族地區的甘、青、川、滇藏族各部則相對密切。
北宋開國不久，原吐蕃的一個部落首領唃厮啰在以邈川（今樂都）、青唐（今西寧）為中心的湟水流域建立了政權，自称贊普，并在1035年击败了西夏雄主李元昊的入侵。這是當時以藏族為主體的最大的政權，也是藏族的第一個安多政權，其后该政权便以唃厮啰为名。唃厮啰多次遣使向宋朝皇帝納貢，並求官職。1032年（明道元年），宋仁宗封唃厮啰為“寧遠大將軍、愛州團練使”，並給以優厚的俸祿。1041年（康定二年），宋皇又封唃厮啰為“檢校太保充保順、河西等軍節度使”，与其同盟抵抗西夏。此後，唃厮啰的子孫繼承人董氈、阿裏骨、瞎征、陇拶、溪赊罗撒等，世代均曾接受北宋封诰。
但是唃厮啰部与北宋的关系并不完全和平。王安石为相后，一改联合唃厮啰反对西夏的方针，转而希望通过征服唃厮啰部作为跳板进攻西夏。1072年，宋军在王韶的率领下占领唃厮啰辖下的熙河地区，这迫使唃厮啰与西夏联合，出兵攻打北宋的河州，杀其守将。1077年，北宋被迫与唃厮啰媾和，进封其主董氈为武威郡王。1096年，瞎征继位唃厮啰后国乱，北宋乘机于1099年派王愍、王赡灭唃厮啰，瞎征及其继任陇拶相继投降北宋。但是北宋无力控制当地，次年便被迫撤军，封陇拶继任者溪赊罗撒为“西平军节度使、邈川首领”。1103年，北宋再次出兵灭溪赊罗撒，此后在当地扶植傀儡政权，1116年，唃厮啰全境改為宋朝的郡縣。1134年，唃厮啰故地被金朝占领，最后一位当地首领赵怀恩逃往南宋。
此外，宋真宗皇帝還于1001年（咸平四年）加封涼州（武威）六谷部吐蕃首領潘羅支為“鹽州防禦使兼靈州西面都巡檢使”的官職。
從西元11世紀開始，宋朝在曾被吐蕃王朝統治的今甘肅省南部、河西走廊、青海省東部、四川省西北部等藏區，大力推行屯田戍邊的政策，以對付西夏的入犯，增加防衛力量。在此基礎上，宋朝向河西走廊等地的藏族部落撥發弓箭及其它武器，並招募藏族弓箭手，在藏人中建立類似漢族民兵的軍事體制，以共同防禦西夏人的入犯及襲擾。宋將王韶在今甘肅臨夏、臨洮一帶大量開拓土地，招納30多萬藏人從事墾種。著名的茶馬互市也在今四川雅安、甘肅臨夏以及陝西一些地區的宋朝專設市場上進行，開始了爾後數百年藏區馬匹與漢區茶葉的經常固定交易。
13世纪时蒙古帝国建立，至1279年宋朝与吐蕃原有土地均为元朝所控制。

## 參见
- 唐朝與吐蕃關係史
- 明朝與吐蕃關係史
- 元朝治藏历史
- 吐蕃